# Chapelle Saint-Jean de Saint-Christophe-en-Boucherie
Pour les articles homonymes, voir Saint Jean.
La chapelle Saint-Jean de Saint-Christophe-en-Boucherie est une chapelle catholique française. Elle est située sur le territoire de la commune de Saint-Christophe-en-Boucherie, dans le département de l'Indre, en région Centre-Val de Loire.

## Situation
La chapelle se trouve dans la commune de Saint-Christophe-en-Boucherie, à l'est du département de l'Indre, en région Centre-Val de Loire. Elle est située dans la région naturelle du Boischaut Sud.